# چه چیزی زیست‌شناسی را بی‌همتا می‌سازد؟
چه چیزی زیست‌شناسی را بی‌همتا می‌سازد؟ (ملاحظاتی دربارهٔ خودمختاری یک رشتهٔ علمی) کتابی از ارنست مایر، زیست‌شناس آمریکایی، است. این کتاب که مجموعه‌ای است از مقاله‌های جدید و بازنگریسته، به قلم نامدارترین زیست‌شناس فرگشتی قرن گذشته و به مناسبت صدمین سالروز تولدش، زیست‌شناسی را همچون علمی خودمختار می کاود، نکته‌هایی از تاریخ اندیشه فرگشتی را روشن می‌کند، مشارکت‌های فلسفه در علم زیست‌شناسی را به نقد می‌کشد و درباره چندین مورد اصلی از مسائل جاری نظریهٔ فرگشت اظهارنظر می‌کند. ارنست مایر به‌ویژه توضیح می‌دهد که نظریهٔ فرگشت داروین در عمل پنج نظریه‌ی جداگانه است که هر کدام تاریخ، خط سیر و تأثیر ویژهٔ خودش را داشته‌است؛ مثلاً انتخاب طبیعی ایده‌ای است جدا از نسب مشترک و از گونه‌زایی جغرافیایی و نظایر آن. برخی از بحث و جدل‌های داروینی همیشگی احتمالاً ناشی از اشتباه گرفتن این پنج نظریهٔ جداگانه با یک معجون واحد است. این شگفت‌آور است که ارنست مایر در ۱۰۰ سالگی خود توانست چنین کتاب پویایی خلق کند. مباحث این کتاب ساده و بی‌پرده‌اند و کمک خواهند کرد که بیوشیمی‌دانان و زیست‌شناسان مولکولی بسیاری، اندیشهٔ خود در مورد فرگشت توضیح دهند.